# Станіслав Замойський
Станіслав Замойський (пол. Stanisław Zamoyski; 1518 або 1519 — 1572) — шляхтич, урядник Королівства Польського та Речі Посполитої. Представник шляхетського роду Замойських гербу Єліта.

## Життєпис
Народився 1518 або 1519 року Був третім сином дідича Скоківки, підкоморія холмського Фелікса Замойського та його дружини Анни Угровецької (пол. Anna Uhrowecka).
Посади (уряди): каштелян (у 1566—1572 роках) та ловчий холмський, староста белзький (з червня 1563 року), надвірний гетьман.
Помер 1572 року, згідно надпису його надгробку, у віці 53 років.

### Сім'я
Перша дружина — Анна Гербурт (батько — Ян, мати — Анна Фредро). Діти (за Рейнольдом Гайденштайном):
- Збожний, чи лат. Adauctus; за Бартошем Папроцьким, помер у віці 19 років
- Ян Саріуш
- Зофія, померла рано
- Анна — дружина Лукаша Олесніцького

Друга дружина — Анна Оріховська. Діти:
- Анджей (Андрій)
- Миколай, обидва померли рано
- Ельжбета — дружина Станіслава Влодека, померла 1595, була похована у старому домініканському костелі Божого Тіла Львова.
- Зофія, дружина коронного підчашого Лукаша Дзялинського